# یواس‌ان‌اس سو (تی-ای‌تی‌اف-۱۷۱)
یواس‌ان‌اس سو (تی-ای‌تی‌اف-۱۷۱) (به انگلیسی: USNS Sioux (T-ATF-171)) یک کشتی است که طول آن ۲۲۶ فوت (۶۹ متر) می‌باشد. این کشتی در سال ۱۹۸۰ ساخته شد.